# Turdoides
Turdoides är ett släkte med tättingar i familjen fnittertrastar. Vanligtvis är de ganska stora, långstjärtade fåglar som födosöker i ljudliga flockar. Flertalet har blekbrun eller gråbrun fjäderdräkt.
Släktet omfattar traditionellt ett 30-tal arter som förekommer i Afrika och södra Asien. Genetiska studier visar dock dels att släktet består av två grupper som skildes åt för hela tio miljoner år sedan, dels att även de afrikanska släktena Phyllanthus och Kupeornis är en del av komplexet. Skriktrastarna har därför delats upp i två släkten, Argya med mestadels asiatiska arter och huvudsakligen afrikanska Turdoides inkluderande Phyllanthus och Kupeornis. Turdoides i begränsad mening består av 19 arter:
- Nepalskriktrast (Turdoides nipalensis) – syn. Acanthoptila nipalensis
- Kapuschongskriktrast (Turdoides atripennis) – syn. Phyllanthus atripennis
- Kupeskriktrast (Turdoides gilberti) – syn. Kupeornis gilberti
- Kivuskriktrast (Turdoides chapini) – syn. Kupeornis chapini
- Rosthalsad skriktrast (Turdoides rufocinctus) – syn. Kupeornis gilberti
- Savannskriktrast (Turdoides plebejus)
- Vitgumpad skriktrast (Turdoides leucopygia)
- Kenyaskriktrast (Turdoides hindei)
- Fjällig skriktrast (Turdoides squamulata)
- Fläckig skriktrast (Turdoides jardineii)
- Barkindad skriktrast (Turdoides gymnogenys)
- Vithuvad skriktrast (Turdoides leucocephala)
- Svarthuvad skriktrast (Turdoides reinwardtii)
- Mörk skriktrast (Turdoides tenebrosa)
- Svartvit skriktrast (Turdoides bicolor)
- Sumpskriktrast (Turdoides hartlaubii)
- Tygelskriktrast (Turdoides sharpei)
- Ovamboskriktrast (Turdoides melanops)
- Brokskriktrast (Turdoides hypoleuca)